# Michael Seater
Michael Fred Seater (Toronto, 15 gennaio 1987) è un attore canadese.
È conosciuto per aver interpretato il personaggio di Derek Venturi nella serie televisiva canadese La mia vita con Derek.

## Biografia
Divenuto attore verso la fine degli anni novanta, è apparso nei film TV Night of the Living e The Stone Skipper, ricoprendo ruoli secondari anche nelle serie Future Fear, Rescuers: Stories of Courage: Two Couples, Vanished Without a Trace, On Thin Ice, Dirty Pictures, Cyber Seduction: His Secret Life e Jenny and the Queen of Light.
Più recentemente,  ha doppiato il personaggio principale nel cartone Mattimeo: A Tale of Redwall, trasmesso nel 2000. Ha avuto poi il ruolo di protagonista con il personaggio di Lucas Randall in Strange Days at Blake Holsey High, diffuso dal 2002 al 2006. Nel 2005 ha avuto un ruolo nel film The Prize Winner of Defiance, Ohio.
Nel 2007, Seater è apparso nella serie ReGenesis nel ruolo di Owen e di Derek Venturi nella serie La mia vita con Derek, giunta alla quarta stagione.

## Filmografia

### Cinema
- Night of the Living, regia di Andrew Currie - cortometraggio (1997)
- Future Fear, regia di Lewis Baumander (1997)
- The Stone Skipper, regia di James Buffin - cortometraggio (1999)
- The Prize Winner of Defiance, Ohio, regia di Jane Anderson (2005)
- Adventures in the Sin Bin, regia di Billy Federighi (2012)
- Water's Edge, regia di Michael Seater - cortometraggio (2012)
- Cubicle Warriors, regia di Jeff Stephenson (2013)
- Sly Cad, regia di Michael Seater - cortometraggio (2014)
- The Definites, regia di Hannah Cheesman e Mackenzie Donaldson (2017)
- Majic, regia di Erin Berry (2019)

### Televisione
- Due Coppie (Rescuers: Stories of Courage: Two Couples), regia di Tim Hunter e Lynne Littman – film TV (1998) - (episodio "Aart and Johtje Vos")
- Trovate mia figlia! (Vanished Without a Trace), regia di Douglas Barr – film TV (1999)
- Twice in a Lifetime – serie TV, episodio 1x2 (1999)
- Noddy – serie TV, episodio 2x13 (1999)
- Real Kids, Real Adventures – serie TV, episodio 3x2 (1999)
- Jenny and the Queen of Light, regia di E. Jane Thompson – film TV (1999)
- Dirty Pictures, regia di Frank Pierson – film TV (2000)
- Redwall – serie TV, 13 episodi (2000-2001)
- I Was a Rat – miniserie TV, 13 episodi 1x1-1x2-1x3 (2001)
- The Zack Files – serie TV, 52 episodi (2000-2002)
- Breaking Through (On Thin Ice), regia di David Attwood – film TV (2003)
- Una nuova vita per Zoe (Wild Card) – serie TV, episodio 2x2 (2004)
- Cyber Seduction: His Secret Life, regia di Tom McLoughlin – film TV (2005)
- Black Hole High (Strange Days at Blake Holsey High) – serie TV, 42 episodi (2002-2006)
- Shades of Black: The Conrad Black Story, regia di Alex Chapple – film TV (2006)
- ReGenesis – serie TV, 11 episodi (2006-2007)
- Naturalmente Sadie! (Naturally, Sadie) – serie TV, episodio 3x9 (2007)
- She Drives Me Crazy, regia di Eleanore Lindo – film TV (2007)
- La mia vita con Derek (Life with Derek) – serie TV, 70 episodi (2005-2009)
- Degrassi Goes Hollywood, regia di Stefan Brogren – film TV (2009)
- Degrassi: The Next Generation – serie TV, 4 episodi (2009)
- Family Biz – serie TV, 13 episodi 1x11-1x22 (2009)
- Vacanza con Derek (Vacation with Derek), regia di Michael McGowan – film TV (2010)
- 18 to Life – serie TV, 25 episodi (2010-2011)
- Bomb Girls – serie TV, 10 episodi (2013)
- Long Story, Short – serie TV, 4 episodi (2013)
- Bomb Girls: Facing the Enemy, regia di Jerry Ciccoritti – film TV (2014)
- The Brief – miniserie TV, 4 episodi (2016)
- I misteri di Murdoch (Murdoch Mysteries) – serie TV, 8 episodi (2009-2017)
- Hudson & Rex – serie TV, episodio 1x9 (2019)
- The Wedding Planners – serie TV, 7 episodi (2020)

## Doppiatori italiani
Nelle versioni in italiano delle opere in cui ha recitato, Michael Seater è stato doppiato da:
- Alessio Nissolino in Black Hole High, Breaking Through
- Gaia Bolognesi in The Zack Files
- Alessio De Filippis in La vita con Derek
- Lorenzo Briganti in Majic